# Fusulinida
I Fusulinida sono un ordine estinto appartenente alla classe Foraminifera. Il range stratigrafico occupato è Carbonifero- Permiano.
Erano macroforaminiferi bentonici a guscio calcitico.

## Caratteri diagnostici
Il guscio è calcitico microgranulare, riconoscibile in sezione sottile al microscopio ottico in quanto non è trasparente alla luce e a forti ingrandimenti presenta una tipica microstruttura a palizzata.
La forma del guscio è subovale e affusolata, e l'avvolgimento è planispiralideo involuto, il che fa sì che l'esterno del guscio non sia liscio ma presenti delle scanalature longitudinali (suture) in corrispondenza dei setti radiali interni. Tali setti suddividono l'organismo in camere primarie grazie al ripiegamento verso l'interno del foglio calcitico del guscio involuto. Questa morfologia dà luogo alle caratteristiche linee ondulate visibili in sezione equatoriale  al microscopio ottico. Vi sono anche setti equatoriali, cioè perpendicolari ai primi, che suddividono lo scheletro in camere secondarie. Con l'evoluzione, nel tempo sono aumentate dimensioni e complessità.

## Significato
Il paleoambiente a cui ricondurre questi organismi è su piattaforma continentale interna in acque basse e calde, quindi tropicali o subtropicali. Sono buoni fossili guida ma di utilizzo limitato agli ambienti di acque basse, e hanno anche un significato litogenetico (calcare a fusulinidi), assumendo così in significato di fossili di facies.